# Dias Duarte
Luiz Fernando Dias Duarte (Rio de Janeiro, 30 de agosto de 1949) é um antropólogo brasileiro, que trabalha nas áreas de antropologia da pessoa, da saúde, da família, da sexualidade e da religião.

## Vida
Graduado em direito (1972) pela Faculdade de Direito da Universidade do Estado do Rio de Janeiro. Mestre em Antropologia Social (1978) e doutor em ciências humanas (1985) pela Universidade Federal do Rio de Janeiro (Museu Nacional da UFRJ). Fez pós-doutorado no Groupe de Sociologie Politique et Morale, da Ecole des Hautes Etudes en Sciences Sociales, Paris (1991). Atua como pesquisador nas áreas de antropologia da pessoa, da saúde, da família, da sexualidade e da religião.
Entre outros cargos acadêmicos, foi diretor do Museu Nacional da UFRJ  (1998-2001). Nessa condição, coordenou a elaboração do projeto da sua Nova Exposição, ainda em curso. Foi professor visitante na Universidade de Brasília, Universidade Paris X - Nanterre, Universidade de Buenos Aires, Universidade de Liège e Universidade Federal do Rio Grande do Norte. Foi membro do conselho do Instituto do Patrimônio Histórico e Artístico Nacional (IPHAN/MINC), entre 1998 e 2004, tendo sido relator do primeiro processo de registro de patrimônio imaterial. 
É pai de João de Azevedo e Dias Duarte, Professor de História Moderna na Pontifícia Universidade Católica do Rio de Janeiro. 

## Realizações
A visão de mundo das classes trabalhadoras brasileiras é o principal tema de pesquisa do antropólogo, a partir do trabalho de campo realizado na década de 1970 com pescadores do bairro de Jurujuba, em Niterói. Na década seguinte ele publica Da Vida Nervosa nas Classes Trabalhadoras Urbanas, como resultado de sua tese de doutorado. A obra, considerada de referência e presente na bibliografia de diversos trabalhos sobre o assunto, retrata como a noção de "nervos" e "nervoso" é importante para as camadas populares brasileiras, servindo de mediação entre o modelo individualista dos saberes psi e as antigas concepções físico-morais sobre pessoa, corpo e doença.
Sua pesquisa sobre a psicologização no Brasil resultou na elaboração e disponibilização do Psico-Rio, base de dados sobre a história e a institucionalização do campo psi (psiquiatria, psicologia e psicanálise) no Brasil. Tem trabalhado com pesquisas relacionadas à família, sexualidade e religião e aos horizontes de construção da pessoa e da natureza modernas. Mais recentemente, dedica-se à história do pensamento antropológico, a propósito das influências do romantismo e do vitalismo em sua constituição.

## Prêmios
- Comendador da Ordem Nacional do Mérito Científico[1], 2002
- Melhor Obra Científica no Concurso Brasileiro da Associação Nacional de Pesquisa e Pós-Graduação em Ciências Sociais de Obras Científicas e Teses Universitárias em Ciências Sociais – Edição 2009, pelo livro Três Famílias. Identidades e Trajetórias Transgeracionais nas Classes Populares.[21]
- Prêmio Anpocs de Excelência Acadêmica Gilberto Velho em Antropologia[22],  2019
- Medalha Roquette Pinto de Contribuição à Antropologia Brasileira, Associação Brasileira de Antropologia - ABA[23], 2020

## Escritos

### Livros
- As Redes do Suor. A reprodução social dos trabalhadores da pesca em Jurujuba. Rio de Janeiro: Editora da UFF, 1999 ISBN 85-228-0274-2
- Da Vida Nervosa (nas classes trabalhadoras urbanas). Rio de Janeiro: Jorge Zahar Editor/CNPq, 1986 (2ª edição, 1988). 290 p. Disponível para visualização no Google Livros. ISBN 978-8571100589
- Três Famílias. Identidades e Trajetórias Transgeracionais nas Classes Populares (Luiz F. D. Duarte e Edlaine Campos Gomes). Rio de Janeiro: FGV, 2008. Disponível para visualização no  Google Livros. ISBN 978-8522506989

### Coletâneas organizadas
- Doença, sofrimento, perturbação: perspectivas etnográficas. (Luiz F. D. Duarte e Ondina Fachel Leal – orgs.), Rio de Janeiro: Editora FIOCRUZ, 1998, 210 p.
- Psicologização no Brasil. Atores e Autores. (Luiz F. D. Duarte, Jane Russo e Ana T. Venancio - orgs.) Rio de Janeiro: Editora Contracapa, 2005
- Sexualidade, Família e Ethos Religioso (Maria L. Heilborn, Luiz F. D. Duarte, Myriam Lins de Barros e Clarice Peixoto – orgs.). Rio de Janeiro: Garamond, 2005
- Família e Religião (Luiz F. D. Duarte, Maria L. Heilborn, Myriam Lins de Barros e Clarice Peixoto – orgs.). Rio de Janeiro: Contracapa, 2006
- Valores Religiosos e Legislação no Brasil. A tramitação de projetos de lei sobre temas morais controversos (Luiz F. D. Duarte, Edlaine Campos Gomes,   Rachel A. Menezes e Marcelo Natividade – orgs). Rio de Janeiro: Editora Garamond, 2008 - ISBN 978-85-7617-163-8
- Gerações, família, sexualidade (Gilberto Velho e Luiz F. D. Duarte – orgs.) 2009.  Rio de Janeiro: Editora Sete Letras. ISBN 978-85-7577-640-7
- Juventude Contemporânea. Culturas, gostos e carreiras. (Gilberto Velho e Luiz F. D. Duarte – orgs.). Rio de Janeiro: 7 Letras. 2010.  ISBN 978-85-7577-672-8
- Horizontes das ciências sociais no Brasil: antropologia. ( Luiz F. D. Duarte e Carlos Benedito Martins – orgs). São Paulo: ANPOCS, 2010. ISBN 978-85-98233-53-6
- Culturas, gostos e carreiras na juventude contemporânea (Luiz F. D. Duarte e Gilberto Velho – orgs.). Rio de Janeiro: 7 Letras, 2010. ISBN 978-8575776728
- Antropologia e ética: desafios para a regulamentação (Luiz F. D. Duarte e Cynthia Sarti – orgs.). Brasília: ABA Publicações, 2013
- O corpo moral: fisicalidade, sexualidade e gênero no Brasil (Luiz F. D. Duarte e Carlos Guilherme do Valle – orgs.) São Paulo: Annablume Editora, 2018. ISBN 978-8539108923